# Ромблон (город)
Ромблон — административный центр провинции Ромблон на Филиппинах, расположенный на одноименном острове. По переписи 2000 года население его составляет 36 612 человек. Ромблон относится к категории т. н. муниципалитетов, то есть населенных пунктов, не имеющих статуса города. Здесь размещены Муниципальный совет и другие административные учреждения.